# Tokamak

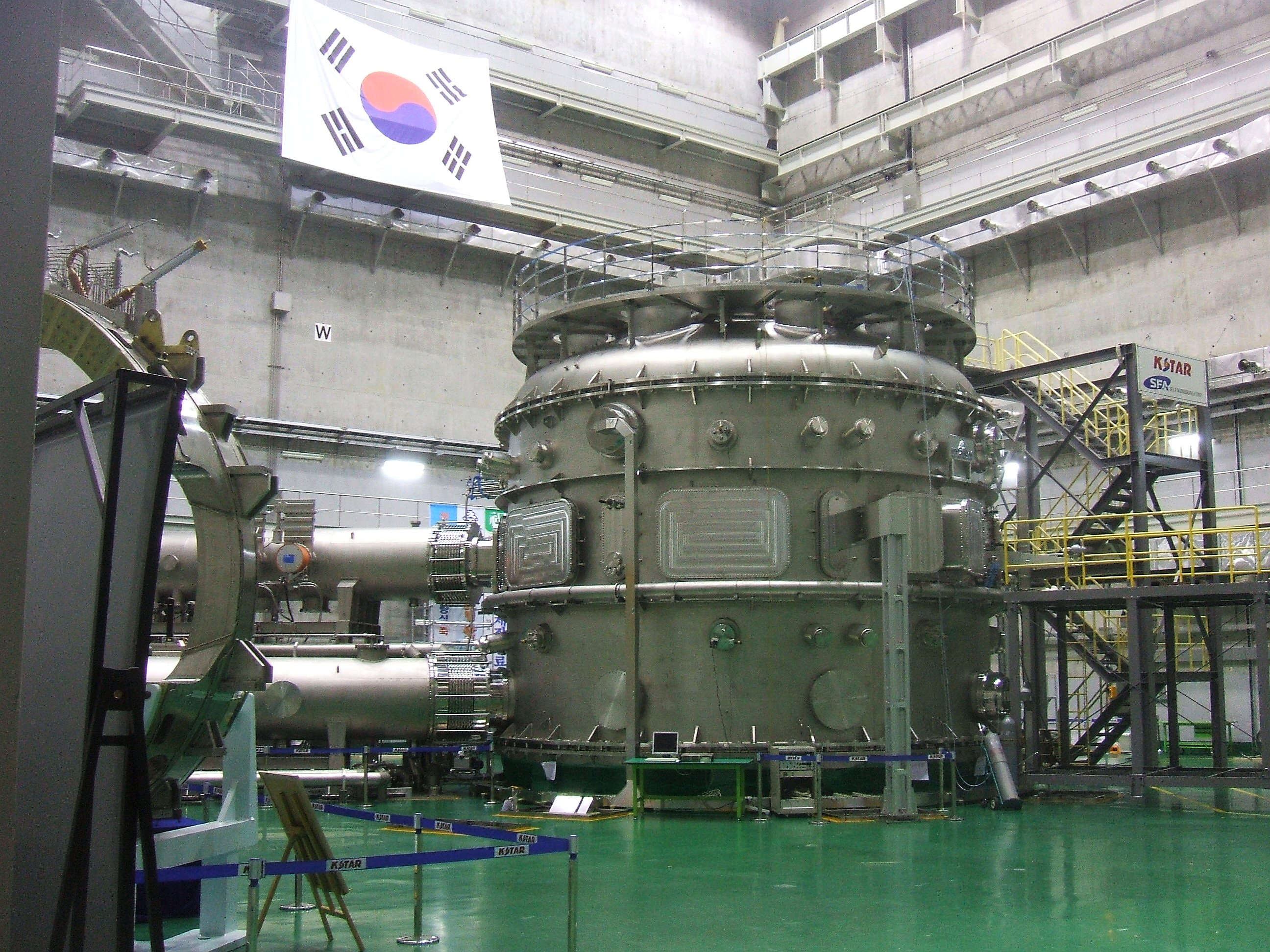
Tokamak KSTAR w Korei Południowej

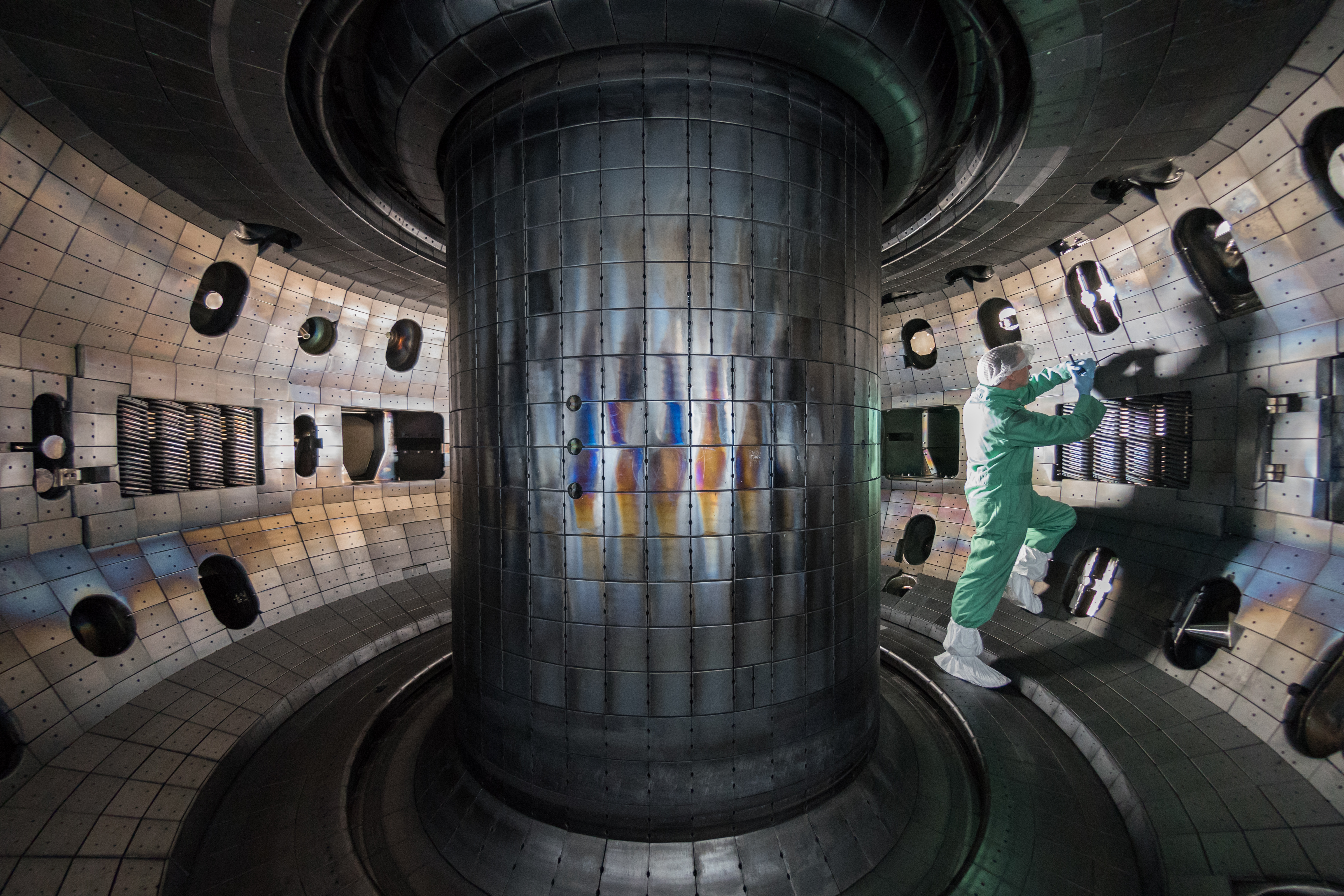
Tokamak DIII-D w USA (2017)

Tokamak (ros. тороидальная камера с магнитными катушками, trb. toroidalnaja kamiera s magnitnymi katuszkami – „toroidalna komora z cewką magnetyczną”) – urządzenie do przeprowadzania kontrolowanej reakcji termojądrowej. Główna komora ma kształt torusa. Dzięki elektromagnesom tworzony jest pierścień plazmy. Komora wypełniona jest zjonizowanym gazem (deuterem albo mieszaniną deuteru i trytu). Zmienne pole magnetyczne pochodzące z transformatora indukuje prąd elektryczny w pierścieniu gazu. Prąd ten powoduje wyładowania w gazie. Zachodzi jeszcze większa jego jonizacja i ogrzewanie. W końcu tworzy się gorąca plazma. Jest ona utrzymywana w zwartym słupie wewnątrz pierścienia dzięki silnemu polu magnetycznemu.

## Historia
Koncepcję tokamaka stworzyli w 1950 Igor Tamm i Andriej Sacharow. Pierwsze urządzenie tego typu powstało w roku 1956 w Instytucie Energii Atomowej w Moskwie. Prace prowadzone były pod kierownictwem profesora Lwa Arczimowicza (1909–1973). Obecnie pracująca wersja o symbolu T-10 została uruchomiona w 1975.
W Wielkiej Brytanii istnieje największy obecnie tokamak JET, a we Francji budowany jest we współpracy międzynarodowej tokamak ITER.

## Alternatywy
Istnieją inne koncepcje na przeprowadzanie kontrolowanej reakcji termojądrowej, np. poprzez zastosowanie reaktora typu polywell, będącego rozwinięciem starszej koncepcji fuzora. Alternatywą jest również stellarator.